# رناته گوتسل
رناته گوتسل (انگلیسی: Renate Götschl؛ زادهٔ ۶ اوت ۱۹۷۵) اسکی‌باز آلپاین اهل اتریش است.او از مادری اتریشی و پدری ایرانی -هلندی به عمل آمده.